# NGC 979
NGC 979 je galaksija u zviježđu Eridan.

## Vanjske poveznice
- SEDS: NGC 979